# روث إي. غوردون
روث إي. غوردون (بالإنجليزية: Ruth Gordon)‏ هي جراثيمية أمريكية، ولدت في 1910، وتوفيت في 2003.